# Кат (фільм, 1987)
«Кат» (англ. Hangmen) — американський бойовик 1987 року.

## Сюжет
Серія політичних замахів наводить на думку, що здійснює їх якесь угруповання за допомогою зрадника з ЦРУ. Агенту ЦРУ, що відійшов від справ, пропонують провести розслідування. З цього моменту життя його і його сина в небезпеці. Смерть переслідує хлопця, якому необхідно терміново розшукати батька — той зможе йому допомогти. Але заради порятунку коханої дівчини він змушений віддати себе в руки злочинців. Тепер все залежить від того, чи встигне його батько зібрати своїх соратників, щоб визволити хлопця і дівчину.

## У ролях
- Рік Вошберн — Роб Грін
- Дог Томас — Дог Томпсон
- Кіт Богарт — Денні Грін
- Джон Крістіан Інгвордсен — Бон Конн
- Сандра Буллок — Ліза Едвардс
- Девід Генрі Келлер — Ендрюс
- Ден Луцкі — Джо Коннеллі
- Ден Голден (в титрах: Sam Silver) — Рейнольдс
- Роберт Халіль — Дрефф
- Джейк ЛаМотта — Мо Бун
- Космо Вініл — Космо
- Стю Дей — вартівник
- Дік Мел (в титрах: Dick Biel) — Сенатор Байл
- Аманда Зінссер — Керолайн Фостеріан
- Френк Печілло — лейтенант
- Денні Качак — Брайан Спустейн
- Стівен Каман (в титрах: Sven Nuvo) — Віто
- Деніел Чепман — Садо
- Генрі Торрес — Фелікс
- Ліза Фугард — місіс Блек
- Джошуа Сінклер — Філіп Фостерлан

## Цікаві факти
- Перший фільм акторки Сандри Буллок.